# Joel Calero
Joel Calero Gamarra (Huancayo, 1968) es un guionista, director, productor de cine, escritor, crítico de cine y profesor universitario peruano. Ha escrito y dirigido las películas Cielo oscuro (2012) y La última tarde (2016), ambas con nominaciones y reconocimientos internacionales. Además, de codirigir junto con Lucho Cáceres la comedia Amigos en apuros (2018). 

## Biografía
Estudió Literatura en la Pontificia Universidad Católica del Perú hasta el año 1990, luego de dejar a la mitad la carrera de Ingeniería. Su interés por el cine le llevó a formarse de manera autodidacta en el rubro audiovisual en la filmoteca del Museo de Arte de Lima, donde veía dos películas diarias. A partir de 1993 fue alumno libre de la Facultad de Ciencias de la Comunicación de la Universidad de Lima y empezó su formación académica con cursos y talleres especializados en cine y una maestría en la Universidad Nacional Mayor de San Marcos en escritura creativa con mención en dramaturgia y guiones cinematográficos. 
En 1999 presentó su primer cortometraje de ficción, "El verano próximo". En el año 2002 fundó la compañía cinematográfica Factoría Sur Producciones junto con otros realizadores y en el 2003 dirigió y produjo con la productora el mediometraje documental "Palpa y Guapido, El abrazo de la memoria". Este recibió una mención especial en el Festival de Cine Latino de Los Ángeles y participó por el premio al Mejor Documental Latino en el Festival de Cine Latinoamericano de Biarritz.
Fue crítico cinematográfico y representante de la revista peruana especializada en cine La Gran Ilusión y ha sido profesor en la Facultad de Comunicaciones de la Universidad Peruana de Ciencias Aplicadas de cursos relacionados con la producción y el análisis audiovisual.
Actualmente acaba de estrenar su próximo largometraje, La piel más temida, protagonizada por la supermodelo peruana Juana Burga y rodada en Cuzco.

## Filmografía
| Título | Año                                      | Tipo                    | Detalles y reconocimientos                                                                                    |
| ------ | ---------------------------------------- | ----------------------- | --- |
| 2000   | El verano próximo                        | Cortometraje            | Ficción. Duración: 15 minutos.                                                                                |
| 2003   | Palpa y Guapido, El abrazo de la memoria | Mediometraje            | Documental. Sin voz en off ni entrevistas. Duración: 52 minutos                                               |
| 2005   | Boda Andina                              | Mediometraje Documental | Duración: 30 minutos. Tercer Premio en el VI Eco-Etno-Folk International Short Film Festival (Rumanía)        |
| 2012   | Cielo oscuro                             | Largometraje            | Ficción. |
| 2016   | La última tarde                          | Largometraje            | Ficción. Nominada por el Ministerio de Cultura como representante del Perú en los Premios Goya 2018 (España). |
| 2018   | Amigos en apuros                         | Largometraje            | Ficción. Codirector y coguionista con el actor Lucho Cáceres.                                                 |
| 2024   | La piel más temida                       | Largometraje            | Ficción. |
| TBA    | Álbum de Familia                         | Largometraje            | Ficción. Concursante en el Festival de Cine de Lima 2024.                                                     |
| TBA    | Nadie                                    | Largometraje            | Ficción. En desarrollo                                                                                        |